# Acanthocereus hirschtianus
Acanthocereus hirschtianus es una especie de planta suculenta perteneciente al género Acanthocereus, dentro de la familia Cactaceae. Se distribuye por Costa Rica, El Salvador, Guatemala, Honduras y Nicaragua y anteriormente se le conocía como Peniocereus hirschtianus.

## Descripción

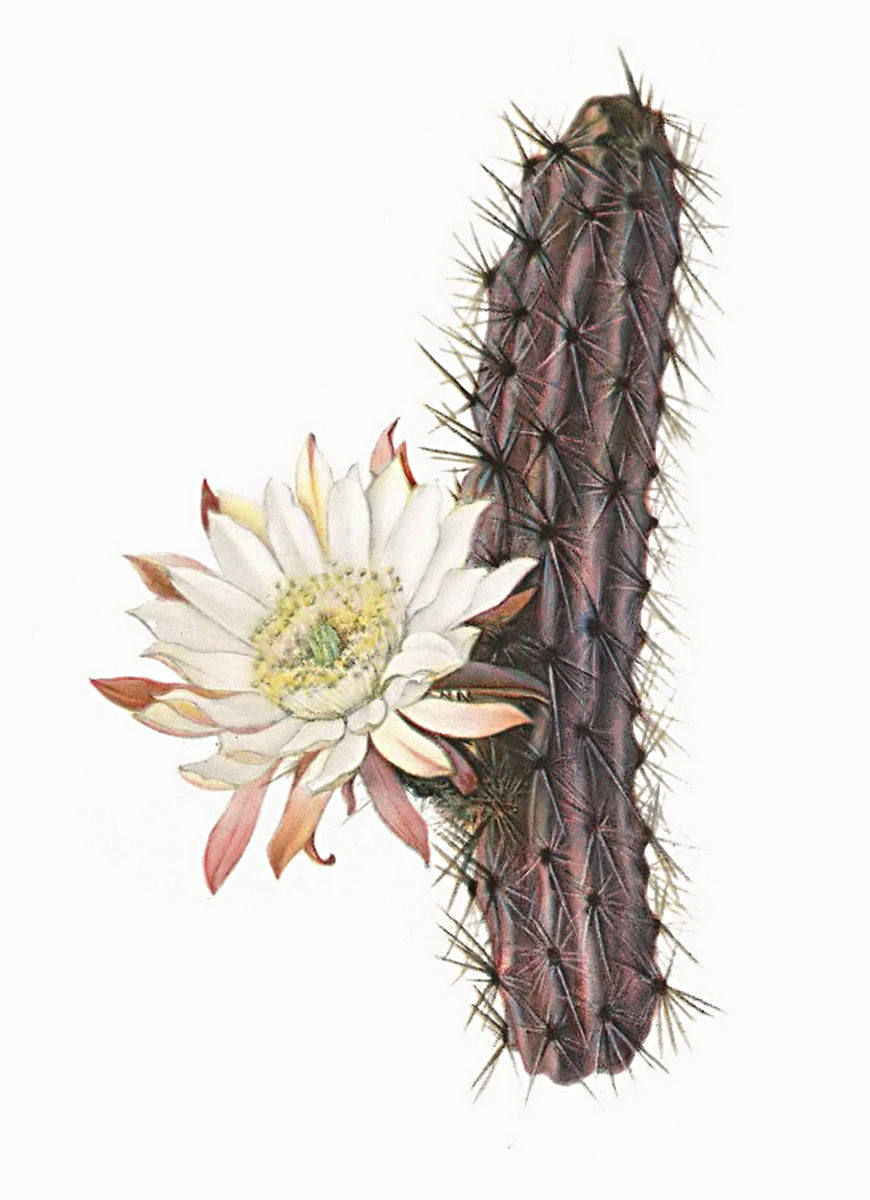
Ilustración de la flor

Acanthocereus hirschtianus es una especie de cactus trepador o rastrero que crece como un arbusto con raíces tuberosas. Los tallos pueden ser delgados, colgantes, rastreros o postrados, y miden hasta 2 m de largo, con un diámetro de 2 a 5 cm. Presentan de ocho a doce costillas bajas, ligeramente afiladas y a menudo, onduladas. 
Tiene de tres a seis espinas centrales, fuertes y grisáceas, que miden de 8 a 55 milímetros de largo. En el caso de las espinas marginales pueden ser de nueve a doce, en forma de agujas de color grisáceo a marrón y miden de 5 a 10 milímetros de largo. 
Las flores son blancas, en forma de embudo, que ocasionalmente se tiñen de rosa y se abren por la noche. Miden de 5 a 7 cm de largo y su tubo floral está cubierto por unas cuantas espinas cortas en forma de agujas. 
Los frutos son esféricos, carnosos y de color rojo. Alcanzan un diámetro de 3 a 5 centímetros y están cubiertas de areolas de las que surgen de 7 a 15 espinas flexibles, de 3 a 18 milímetros de largo.

## Distribución y hábitat
El área de distribución nativa de esta especie es América Central y crece principalmente en el bioma tropical estacionalmente seco.

## Taxonomía
La primera descripción de esta especie fue como Cereus hirschtianus, publicada en 1897 por el botánico alemán Karl Moritz Schumann en el libro Gesamtbeschreibung der Kakteen 130.
Más tarde, el botánico francés Joël Lodé trasladó la especie al género Acanthocereus, por lo que pasó a llamarse Acanthocereus hirschtianus. Registró estos cambios en la revista científica Cactus-Aventures International 98 (Suppl.): 2, publicada en 2013.

Etimología
- Acanthocereus: nombre genérico que deriva de las palabras griegas akantha (que significa 'espinoso') y cereus (que significa 'vela', 'cirio'), haciendo referencia a su forma columnar espinosa.[5]
- hirschtianus: epíteto específico otorgado en honor al amante berlinés de los cactus Karl Hirscht († 1925).[6]

## Estado de conservación
En la Lista Roja de Especies Amenazadas de la UICN, la especie está clasificada como de “Preocupación Menor (LC)”.

## Usos
Se cultiva principalmente como planta ornamental y su propagación se realiza normalmente a través de semillas o esquejes.